# Hallische Händel-Ausgabe
Die Hallische Händel-Ausgabe (HHA) ist eine Historisch-Kritische Gesamtausgabe der Werke des Komponisten Georg Friedrich Händel (1685–1759). Sie dient auf der Grundlage aller erreichbaren Quellen und neuester Forschungsergebnisse sowohl der Forschung als auch der Praxis. Sie wird von der Georg-Friedrich-Händel-Gesellschaft e. V. in Halle (Saale) herausgegeben und erscheint seit 1955 im Bärenreiter-Verlag. Die Ausgabe wird auch im Rahmen des Akademienprogramms finanziert.

## Geschichte
Eine bereits 1943 vertraglich vereinbarte Zusammenarbeit zwischen der Stadt Halle und dem Bärenreiter-Verlag hatte die Idee einer Gesamtausgabe der Werke Händels konkret werden lassen. 1955 wurde in Halle die Georg-Friedrich-Händel-Gesellschaft gegründet. Mit dem Band „Klavierwerke I: Die acht großen Suiten“ (hrsg. von Rudolf Steglich) erschien im selben Jahr der erste Band der HHA. Die hierfür geleistete Arbeit ging dann auf die neu gegründete Gesellschaft über.
Die Ausgabe begann als eine Koproduktion des Deutschen Verlags für Musik, Leipzig, und des Kasseler Bärenreiter-Verlags. Nach der Wiedervereinigung und der Privatisierung des DVfM ist Bärenreiter der alleinige Verleger. Die Finanzierung, die bis 1990 aus staatlichen Mitteln der DDR gewährleistet wurde, kommt heute überwiegend aus Mitteln der Akademie der Wissenschaften. 2031 soll die Hallische Händel-Ausgabe, die schon bald nach ihren Anfängen als die unbestrittene Autorität in Sachen Händel galt, abgeschlossen sein.

## Umfang und Inhalt
Die in fünf Serien eingeteilte Gesamtausgabe, deren Editionsleiter nach Klaus Hortschansky heute Terence Best und Wolfgang Hirschmann sind, wird nach ihrem Abschluss 116 Bände mit ihren kritischen Berichten umfassen. Davon sind bis heute 64 Bände und fünf Supplementbände erschienen.
Innerhalb der Bände sind die Werke nach Möglichkeit chronologisch angeordnet. Die Nummerierung der Werke folgt dem Händel-Werke-Verzeichnis (HWV). Außer den vollständigen Kompositionen werden Alternativfassungen, verworfene Werkteile Entwürfe und Fragmente aufgenommen. Die Bände der Serien I und II enthalten seit 1991 ein Faksimile des für die erste Aufführung gedruckten Librettos.
Die Ausgaben von Vokalwerken enthalten deutsche und gegebenenfalls auch englische Fassungen der Gesangstexte. Instruktive Beispiele aus dem Quellenmaterial und der Kritische Bericht sind Bestandteil der Bände.
Die HHA erscheint in fünf Serien und Supplementbänden:
- Serie I: Oratorien und große Kantaten
- Serie II: Opern
- Serie III: Kirchenmusik
- Serie IV: Instrumentalmusik (Klavier-, Kammer- und Orchestermusik)
- Serie V: Kleinere Gesangswerke